# جون هانكوك (ممثل)
جون هانكوك (بالإنجليزية: John Hancock)‏ هو مخرج وممثل أمريكي، ولد في 4 مارس 1941 في الولايات المتحدة، وتوفي في 12 أكتوبر 1992 بلوس أنجلوس في الولايات المتحدة بسبب نوبة قلبية.

## أعمال

### أفلام
- (1984) قصة جندي

## وصلات خارجية
- جون هانكوك على موقع IMDb (الإنجليزية)
- جون هانكوك على موقع ألو سيني (الفرنسية)
- جون هانكوك على موقع أول موفي (الإنجليزية)
- جون هانكوك على موقع قاعدة بيانات الأفلام السويدية (السويدية)
- جون هانكوك على موقع قاعدة بيانات الفيلم (الإنجليزية)
- جون هانكوك على موقع كينوبويسك (الروسية)